# 哈达山酒
哈达山酒是吉林省松原市寧江區毛都站镇出产的一种白酒，是吉林省非物质文化遗产项目。1945年，前郭旗街内有私人开办的正泰隆烧锅、裕本公司烧锅、福华烧锅。1947年國有化後名为“辽北省烧锅”。1948年，交郭前旗政府管理，定名“松江烧锅”。1949年底，两架烧锅合并，纳入地方国营企业。1955年，改名为前郭尔罗斯蒙古族自治县第一制酒厂，归县工业局管辖。2006年改制为民企松原市天天乐酒业有限公司。哈达山酒乃以当地高粱和大米为原料，用泸州大曲为糖化发酵剂，经发酵两个月、蒸馏后量质取酒、入贮木质酒海、分段陈储等入选省级非物质文化遗产的传统酿造技艺酿成的浓香型白酒。为一地方品牌，主要销售市场在东北三省和内蒙古部分地区。